# Os (sat din Norvegia)
Os (cunoscut și sub numele de Os I Østerdalen) este o localitate situată în partea de sud a Norvegiei, la poalele  masivului Håmmålsfjellet din Alpii Scandinaviei, pe malul sudic al râului Glomma. Este reședința comunei Os, din provincia Innlandet. Are o suprafață de 0,95 km² și o populație de 672 locuitori(2021). Până la data de 1.1.2020 a aparținut provinciei Hedmark. Stație de cale ferată pe linia Røros (Rørosbanen). Centru turistic (pârtii de schi).